# پیوتر سویدلر
پیتر اسویدلر (به روسی: Пётр Свидлерr) (زاده ۱۷ ژوئن ۱۹۷۶ در سن پترزبورگ) استاد بزرگ شطرنج اهل روسیه است. او در آخرین رنکینگ فیده در نوامبر 2014 با ریتینگ 2743 در رتبه هفدهم برترین شطرنج بازان جهان قرار دارد.
پیتر اسویدلر در ۶ سالگی شطرنج را آموخت و در ۱۸ سالگی به استاد بزرگی رسید، او همچنین با موفقیت در اولین دوره مسابقات قهرمانی جهان شطرنج بابی فیشر در سال ۲۰۰۳ در شهر ماینس قهرمان فعلی شطرنج بابی فیشر (شطرنج ۹۶۰) است. او در آن مسابقات در بازی فینال پیتر لکو استاد بزرگ صاحب نام مجار را شکست داد و در سال ۲۰۰۴ با غلبه بر لوون آرونیان جوان اول شطرنج ارمنستان و سال بعد با پیروزی بر زلتان الماسی از عنوان قهرمانی خود دفاع کرد. از او به عنوان برترین مفسر بازی‌های شطرنج در جهان یاد می‌شود و تفسیر بازی‌های فینال قهرمانی جهان در سال 2014 نیز بر عهدهٔ اوست.

## عناوین مهم
- ۱۹۹۴- قهرمان شطرنج روسیه
- ۱۹۹۵- قهرمان شطرنج روسیه
- ۱۹۹۷- قهرمان شطرنج روسیه
- ۱۹۹۸ – قهرمانی مشترک در تورنمنت شطرنج دورتموند (به همراه مایکل آدامز و ولادیمیر کرامنیک)
- ۲۰۰۱- صعود به مرحله نیمه نهایی مسابقات قهرمانی جهان فیده
- ۲۰۰۳- قهرمان شطرنج روسیه
- ۲۰۰۵- عنوان دوم مشترک (به همراه ویسواناتان آناند) در مسابقه دوره‌ای قهرمانی جهان فیده با ۸٫۵ امتیاز از ۱۴ مسابقه پس از وسلین توپالف.
- ۲۰۰۶- قهرمانی در تورنمنت شطرنج دورتموند در کنار ولادیمیر کرامنیک
- ۲۰۰۸- قهرمان شطرنج روسیه